# Crescendo... con terrore
Crescendo... con terrore (Crescendo) è un film del 1970 diretto da Alan Gibson.